# 庫魯德及東部伊朗山地林地
庫魯德及東部伊朗山地林地（Kuh Rud and Eastern Iran montane woodlands）生態區域（WWF ID：PA1009）覆蓋伊朗中部和東部的丘陵和山脈。這個生態區域比環繞伊朗高原的沙漠較為潮濕和涼爽，有棲息地可讓脆弱的鵝喉羚以及小群的獵豹生存。這個生態區域因為有過度放牧和陡坡改為耕地的問題，而對保育產生威脅。

## 位置和描述
生態區域呈分散式線性或塊狀分佈，綿延長達800公里，有沿著伊朗高原西部邊緣的山脊，從西北到東南，也有沿著伊朗東側的系列山脈，小幅進入巴基斯坦。區域平均海拔為1,788公尺（5,866英尺），最低為594公尺（1,949英尺），最高處為4,318公尺（14,167英尺）。這個區域在低海拔地區，過渡進入波斯中部沙漠盆地生態區域。這個區域南部的較低和較乾燥的海拔部分，則進入南伊朗努博·新墊沙漠及半沙漠生態區域。

## 氣候
生態區域的氣候是半乾旱氣候（柯本氣候分類中的BSk型）。這種氣候的特徵是接近沙漠潮濕氣候的草原氣候，通常降水量高於蒸發散量。每年至少有一個月的平均氣溫低於攝氏零度（華氏32度）。

## 動植物
雖然生態區域的名稱中有“林地”的用字，但其實只有不到1%的土地有森林覆蓋。約有10%的土地是由草本植物或是灌叢覆蓋；其餘約九成的土地或是光禿，或有稀疏的植被。森林草原地區的特點是有樹間分隔廣闊的開心果（pistachio）和李亞屬（扁桃）的喬木/灌木。這兩種樹在歷史上一直是當地的特色植物。圍繞這兩種植物的是荊棘墊和草本植被。其他的灌叢覆蓋物有蓼科和枸杞屬植物。

## 保護區
整個生態區域中受到官方保護的面積少於2%。